# ريتش بيري
ريتش بيري (بالإنجليزية: Rich Perry)‏ هو عازف جاز أمريكي، ولد في 22 يوليو 1955 في كليفلاند في الولايات المتحدة.

## وصلات خارجية
- الموقع الرسمي
- ريتش بيري على موقع ميوزك برينز (الإنجليزية)
- ريتش بيري على موقع أول ميوزيك (الإنجليزية)
- ريتش بيري على موقع ديسكوغز (الإنجليزية)